# Mnemiopsis
Mnemiopsis is een geslacht van ribkwallen uit de familie Bolinopsidae. 

## Soorten
- Mnemiopsis leidyi A. Agassiz, 1865 – Amerikaanse langlob-ribkwal
- Mnemiopsis mccradyi Mayer, 1900